# Sminthurinus elegans
Sminthurinus elegans is een springstaartensoort uit de familie van de Katiannidae. De wetenschappelijke naam van de soort is voor het eerst geldig gepubliceerd in 1863 door Fitch.